# 本宮佳奈
本宮 佳奈（もとみや かな、1992年5月26日 - ）は、日本の女性声優。ぷろだくしょんバオバブ所属。埼玉県出身。ヤオヨロズ ボイスラボ出身。

## 来歴
声優を志した切っ掛けは、ゲーム好きの兄が『ファイナルファンタジーX』をプレイしているのを見て、キャラクターボイス付きのゲームに衝撃を受けたことから。
声優養成所には6年間通い続けるもデビューまで至らず、声優の道を諦めかけていた。知り合いからの紹介で小説『コズミックアライブ』のプロモーションの仕事を得るも、これを声優として最後の活動にするつもりだったという。しかし、同時期にニコニコ生放送『猫ブース鬼パーセント芋!!』のオーディションにも合格したことから声優を諦めきれないと思うようになり続けることを決断した。
高校1年生の夏から声優養成所に通い始める。フリーでの活動期間を経て、2015年12月2日よりジャストプロに所属。
2017年、テレビアニメ『けものフレンズ』のフェネック役で初のテレビアニメレギュラー出演を果たすと、2018年には第12回声優アワードにて同作発のユニット「どうぶつビスケッツ×PPP」として歌唱賞を受賞。
2018年10月31日、契約満了に伴いジャストプロを退所し、同年12月1日よりぷろだくしょんバオバブ所属。
2019年7月27日開催のイベント『けものフレンズPARTY』（舞浜アンフィシアター）の出演をもって、けものフレンズプロジェクトおよびユニット「どうぶつビスケッツ」を卒業。
海外作品吹替に意欲があり、力を注ぎたいという意欲を見せている。

## 人物
大の動物好きで、フィンランドのリスになりたいと思うほど。2014年11月より「きすけ」という名前のデグーを飼っており、本人のツイッターでは「#デグーのきすけ」というハッシュタグを付けて写真をよく投稿している。名前の由来はゲーム『朧村正』より。「ペットでなく同居人」「旦那みたいな存在」と宣言するほどに溺愛している。2018年には、本宮個人制作のきすけの写真集（同人誌）がコミックマーケット94・テレビ東京あにてれブースにて頒布された。きすけは2021年に他界するも、その後も変わらぬ愛情を注いでいる。2022年1月より「くるみ」という名前の猫を飼っており、ラジオ番組や本人のツイッターやYouTubeチャンネルにてたびたび話題となる。
Sound Horizonの音楽を好む。趣味にはクトゥルフ神話TRPGを挙げており、ニコニコ動画で自身のアカウントからクトゥルフ神話TRPGのプレイ動画を投稿している。その後、ニコニコチャンネル「クトゥルフ神話TRPGチャンネル」で自身がメインパーソナリティを務める番組を持つにまで至った。

## 後任
けものフレンズプロジェクトでの後任。
- 美坂朱音 - 『けものフレンズ3』：フェネック
- 汐入あすか - 『けものフレンズ3』：オオアルマジロ
- ほなみ - 『けものフレンズ3』：ミナミコアリクイ ※卒業前の交代

## 出演
太字はメインキャラクター。

### テレビアニメ
2017年
- けものフレンズ（2017年 - 2019年、フェネック、ミナミコアリクイ、オオアルマジロ） - 2シリーズ

2019年
- ワンパンマン（女性市民C）
- 名探偵コナン（バニーガール）

2020年
- とある科学の超電磁砲T（敵高男子）
- BanG Dream! 3rd Season（上級生）
- シャドウバース（観客）
- ラブライブ!虹ヶ咲学園スクールアイドル同好会（2020年 - 2022年、紫藤美咲） - 2シリーズ

2021年
- BLUE REFLECTION RAY/澪（少女）
- 魔法科高校の優等生（女子生徒、二高女子、四高女子生徒、二高女子生徒）
- クレヨンしんちゃん（お姉さんA）

2022年
- 境界戦機（避難民）
- 乙女ゲー世界はモブに厳しい世界です（女子）

### 劇場アニメ
- 劇場版 BanG Dream! Episode of Roselia I：約束（2021年、ファミレス店員）

### Webアニメ
- ようこそジャパリパーク（2018年、ナレーション）

### ゲーム
2016年
- 幻獣姫（ジークフリート、スターダストドラゴン、ヌナカワヒメ）
- 幻獣契約クリプトラクト（2016年 - 2019年、アンメリー、エミル、コノハナサクヤ、グレーテル、ライデ、イリヤ）

2017年
- ヴィーナス†ブレイド（青龍、光忠）
- 鬼斬（ツクモ、リク）
- ナイツクロニクル（マリア）
- イカロスオンライン（マジシャン）
- ファンタジースクワッド（キウイ）
- ルナプリ from 天使帝國（マイン）
- 城姫クエスト（有馬城）
- 刻のイシュタリア（2017年 - 2019年、コマイヌ、アルセリア、アルビオン、シシ、ダグザ）

2018年
- Q&Qアンサーズ（静御前）
- 天空のクラフトフリート（シュテイレ、パルフム）
- 戦の海賊（エレノア）
- 温泉むすめ ゆのはなこれくしょん（有馬輪花）
- ポポロクロイス物語 〜ナルシアの涙と妖精の笛（フェネ）
- アトリエオンライン 〜ブレセイルの錬金術士〜（ヘーゼル）
- 共闘ことばRPG コトダマン（2018年 - 2019年、フェネック、オオアルマジロ）
- CARAVAN STORIES（ミーロ）

2019年
- ソウルアーク（リキ、竜吉公主）

2020年
- ラストピリオド -終わりなき螺旋の物語-（グレーテル）
- 絵師神の絆（ルネ）
- アクション対魔忍（カテジナ）
- メリーガーランド（有馬輪花）
- 海腹川背 BaZooKa!（テンコ）
- ヒーローカンターレ（シャルロット）

2021年
- ハースストーン（エルファラン）

2022年
- ソルクレスタ（ルゥナ・ザルニツィナ・シーナ）※ダウンロードコンテンツ

### ドラマCD
- 温泉むすめ シリーズ（2017年 - 2020年、有馬輪花） - 3作品[一覧 3]
- ラストピリオド – 巡りあう螺旋の物語 – ドラマCD『六大国の休日』（2020年、グレーテル[56]）

### ラジオ
※はインターネット配信。
- けものフレンズRADIO!!（2016年 - 2018年、響-HiBiKi Radio Station-※）[57][58]
- 「温泉むすめ」ぷれぜんつ的なうぇぶらじお!みみぽか!!〜ゆーも遊びに来ちゃいなYOH!〜（2017年 - 2019年、アニメイトタイムズ※）
- 日岡なつみ・本宮佳奈 うちらじ（2022年 - 、ニコニコチャンネル※）[59]

### テレビ番組
※はインターネット配信。
- 猫ブース鬼パーセント芋!!（2014年12月18日・25日、2015年2月26日、2016年1月5日、ニコニコ生放送※） - クリスタ 役
- けものフレンズアワー（2016年11月22日 - 2018年4月18日、ニコニコ生放送※）[60]
- かなとつきの、サイは投げられた！（2017年9月10日 - 2019年11月19日、 ニコニコ生放送※）
- けものフレンズアワー2（2018年5月10日 - 2019年4月10日、ニコニコ生放送※）

### 吹き替え
- ナイト・オブ・シャドー 魔法拳（チュウの娘）[61]
- プラグの抜けたダグ（アガサ、タバサ）
- ビクター&バレンティノ（カカオ）
- 戦え！チアスクワット（グレース）[62]
- ロード・オブ・ザ・リング　力の指輪（ディリー）[63]
- スピリット・レンジャーズ〜森のおたすけ隊〜 [64]

### 舞台・朗読劇
- アフレコ劇「ヒーロー専門学校〜未知なる者へ、未知なる先に道はあるか？〜」（2016年5月5日 - 8日、テアトルBONBON） - TeamEARTH 紫音 役・TeamMOON あかね 役[65][66]
- ミュージカル「バックホーム」（2016年7月8日 - 18日、SPACE 梟門） - 篠山みか 役[67]
- リーディングライブ 「Voice Cafe vol.7 〜アラカルト冬物語〜」（2016年12月2日 - 4日、阿佐ヶ谷アルシェ） - Aキャスト[68][69]
- 舞台「けものフレンズ」（2017年6月14日 - 18日、品川プリンスホテルクラブeX / 2018年1月13日 - 21日、AiiA 2.5 Theater Tokyo） - フェネック 役[70]
- オリジナル朗読劇「お化けなんて全然怖くない。」[71]（2018年11月1日 - 4日、築地ブディストホール）
- 舞台「けものフレンズ」2～ゆきふるよるのけものたち～（2018年11月18日、品川プリンスホテルクラブeX） - フェネック 役 (「アライさんとフェネックの回」に出演)
- 朗読劇「文絵のために」（2019年1月25日 - 27日、シアターブラッツ） - 椎名文絵 役[72]
- 聖地ポーカーズ ACT of CTHULHU「HOPELESS」（2019年4月3日 - 9日、築地本願寺ブディストホール） - 蛯原深雪 役[73]
- リーディングライブ 「Voice Cafe vol.10 〜Voice Cafesta〜」（2019年6月14日 - 16日、南大塚ホール） - Bキャスト[74]
- 舞台「けものフレンズ PARTY」（2019年7月27日、舞浜アンフィシアター） - フェネック、オオアルマジロ 役[75]
- 朗読劇「文絵のために 星見台高校の怪」（2020年1月18日 - 19日、新宿シアターモリエール） - 椎名文絵 役[76]
- 朗読劇「あなたを忘れない」（2020年10月23日 - 29日、Streaming+） - 宮崎彩 役（C・D公演）[77][78]
- 舞台　縁劇ユニット流星レトリック第9回公演「君に捧げる花ことば」(2023年11月8日 - 11月12日、萬劇場) - 藤木のばら 役

### 映像商品
- 温泉むすめ SPRiNGS 2nd LIVE BD（2018年4月）[79]
- 温泉むすめ 3rd LIVE “NOW ON☆SENSATION!! Vol.3”〜ワイワイワッチョイナ!!〜（2018年12月）[80]
- 桑原由気DVD〜くわちゃんとあそぼ♪〜（2020年12月）[81]
- SEASIDE 10th Anniversary DVD -桑原由気編-[82]

### その他コンテンツ
- コズミックアライブ（2014年、桜ノ宮羽純[83]） - 小説
- 温泉むすめ（2017年 - 、有馬輪花[44]）
- 本宮佳奈と睡眠誘導五本勝負♪〜絶対寝かせる本宮さん〜（2018年） - オーディオドラマ
- 和の音（2021年 - ）[84]
- ぴた声 彩澄りりせ（2021年[85]） - 音声素材
- デビィ・ザ・コルシファは負けず嫌い（2021年、デビィ・ザ・コルシファ） - ボイスコミック
- VOICEPEAK 彩澄りりせ（2022年） - テキスト読み上げ用ソフト

## ディスコグラフィ

### キャラクターソング
| 発売日   | タイトル                                        | 歌 | 楽曲                                                                                          | 備考                                               |
| 2017年   | 2017年                                          | 2017年 | 2017年                                                                                        | 2017年                                             |
| -------- | ----------------------------------------------- | --- | --------------------------------------------------------------------------------------------- | -------------------------------------------------- |
| 2月8日   | ようこそジャパリパークへ                        | どうぶつビスケッツ×PPP | 「ようこそジャパリパークへ」                                                                  | テレビアニメ『けものフレンズ』オープニングテーマ   |
| 6月7日   | Japari Café                                     | どうぶつビスケッツ＋かばん（内田彩）×PPP | 「けものパレード 〜ジャパリパークメモリアル〜」                                               | テレビアニメ『けものフレンズ』関連曲               |
| 6月7日   | Japari Café                                     | どうぶつビスケッツ＋かばん（内田彩）×PPP | 「ようこそジャパリパークへ」                                                                  | テレビアニメ『けものフレンズ』関連曲               |
| 6月7日   | Japari Café                                     | どうぶつビスケッツ | 「ホップステップフレンズ 」                                                                   | テレビアニメ『けものフレンズ』関連曲               |
| 7月26日  | ユノハナプロローグ                              | SPRiNGS | 「未来イマジネーション！」 「70億分の9の奇跡」 「青春サイダー」 「Ambition」 「粉雪フレンズ」 | 『温泉むすめ』関連曲                               |
| 7月26日  | 追憶カレイドスコープ                            | SPRiNGS | 「純情-SAKURA-」 「さよなら花火」                                                             | 『温泉むすめ』関連曲                               |
| 7月26日  | 追憶カレイドスコープ                            | 雪月花 | 「SILENT VOICES」                                                                             | 『温泉むすめ』関連曲                               |
| 11月15日 | Hop Step Jump!                                  | SPRiNGS | 「Hop Step Jump!」 「おんくり」                                                               | 『温泉むすめ』関連曲                               |
| 12月13日 | Japari Café2                                    | アライグマ（小野早稀）とフェネック（本宮佳奈） | 「マイペースちぇいさー」                                                                      | テレビアニメ『けものフレンズ』関連曲               |
| 12月13日 | Japari Café2                                    | どうぶつビスケッツ＋かばん（内田彩）×PPP / セリフ - コツメカワウソ（近藤玲奈）、アフリカオオコノハズク（三上枝織）、ワシミミズク（上原あかり）、マーゲイ（山下まみ）、ギンギツネ（相坂優歌）、キタキツネ（三森すずこ） | 「ドレミファロンド（フレンズ ver.）」                                                         | テレビアニメ『けものフレンズ』関連曲               |
| 12月13日 | フレ！フレ！ベストフレンズ                      | どうぶつビスケッツ×PPP | 「フレ！フレ！ベストフレンズ」                                                                | ゲーム『けものフレンズぱびりおん』テーマソング     |
| 12月13日 | フレ！フレ！ベストフレンズ                      | どうぶつビスケッツ | 「ファンファン！メロディ♪」                                                                   | テレビアニメ『けものフレンズ』関連曲               |
| 12月13日 | フレ！ フレ！ ベストフレンズ 初回限定盤B特典CD  | アライグマ（小野早稀）、フェネック（本宮佳奈） | 「ようこそジャパリパークへ」                                                                  | テレビアニメ『けものフレンズ』関連曲               |
| 2018年   |                                                 | |                                                                                               |                                                    |
| 10月4日  | さふぁりどらいぶ♪                               | どうぶつビスケッツ | 「ハッピービスケット」                                                                        | ゲーム『けものフレンズピクロス』オープニングテーマ |
| 10月4日  | さふぁりどらいぶ♪                               | どうぶつビスケッツ | 「Poppin'ジャパリズム」 「ぐれーとじゃーにー！」 「ようこそジャパリパークへ（Xmas ver.）」    | テレビアニメ『けものフレンズ』関連曲               |
| 10月4日  | さふぁりどらいぶ♪                               | アライグマ（小野早稀）とフェネック（本宮佳奈） with サーバル（尾崎由香） | 「マイペースちぇいさー」                                                                      | テレビアニメ『けものフレンズ』関連曲               |
| 10月4日  | さふぁりどらいぶ♪                               | フェネック（本宮佳奈） | 「らいくあらいと」                                                                            | テレビアニメ『けものフレンズ』関連曲               |
| 10月4日  | さふぁりどらいぶ♪                               | アライグマ（小野早稀）とフェネック（本宮佳奈） | 「何でも言うことを聞いてくれるフェネック」                                                    | テレビアニメ『けものフレンズ』関連曲               |
| 10月4日  | さふぁりどらいぶ♪                               | サーバル（尾崎由香）とかばん（内田彩）とアライグマ（小野早稀）とフェネック（本宮佳奈） | 「ぼくのフレンド」                                                                            | テレビアニメ『けものフレンズ』関連曲               |
| 2019年   |                                                 | |                                                                                               |                                                    |
| 2月13日  | 乗ってけ！ジャパリビート                        | どうぶつビスケッツ×PPP | 「乗ってけ！ジャパリビート」                                                                  | テレビアニメ『けものフレンズ2』オープニングテーマ  |
| 2月13日  | 乗ってけ！ジャパリビート                        | どうぶつビスケッツ | 「たんけんデイズ」                                                                            | テレビアニメ『けものフレンズ2』関連曲              |
| 5月29日  | ようこそジャパリパークへ 〜こんぷりーとべすと〜 | うぃあーふれんず！ | 「ようこそジャパリパークへ（ただいま ver.）」                                                 | テレビアニメ『けものフレンズ2』エンディングテーマ  |
| 10月16日 | 温泉むすめコンプリートアルバム Vol.1            | SPRiNGS | 「湯夢色バトン」                                                                              | 『温泉むすめ』関連曲                               |
| 2020年   |                                                 | |                                                                                               |                                                    |
| 3月20日  | 進化形ミライ                                    | 有馬輪花（本宮佳奈） | 「進化形ミライ」                                                                              | 『温泉むすめ』関連曲                               |

### その他参加楽曲
| 発売日        | 商品名                              | 歌       | 楽曲                                    | 備考                                          |
| ------------- | ----------------------------------- | -------- | --------------------------------------- | --------------------------------------------- |
| 2020年1月18日 | Time with You〜Trust Me,Trust You〜 | 本宮佳奈 | 「Time with You〜Trust Me,Trust You〜」 | 朗読劇「文絵のために 星見台高校の怪」テーマ曲 |